# Angelita Navalón
Angelita Navalón, nombre artístico de María de los Ángeles Navalón (Barcelona, 1913-Madrid, 7 de mayo de 1952) fue una vicetiple y actriz española que participó en cinco películas a lo largo de su trayectoria cinematográfica que abarcó desde 1942 hasta 1945.

## Biografía
Anteriormente a su exigua carrera cinematográfica en la década de 1940, había sido vedette de revista en la Compañía de Revistas de Gran Espectáculo de Eulogio Velasco y había trabajado en el estreno en 1942 en el Teatro Coliseum de Barcelona de la opereta Black el payaso de Pablo Sorozábal. Es destacable su participación en el elenco de la comedia lírica 24 horas mintiendo (1947), donde ejercitaba su faceta humorística junto el actor Luis Barbero, con quien fue pareja cómica en algunas otras revistas.

## Filmografía completa
- El pobre rico (1942)
- Los ladrones somos gente honrada (1942)
- Malvaloca (1942)
- Eloísa está debajo de un almendro (1943)
- El fantasma y Doña Juanita (1945)